# Alexander August Wilhelm von Pape
Alexander August Wilhelm von Pape (Berlijn, 2 februari 1813 - aldaar, 7 mei 1895) was een Pruisisch militair die de rang van generaal-majoor der Infanterie en titulair veldmaarschalk bereikte. Koning Willem III der Nederlanden benoemde hem op 26 augustus 1878 tot commandeur in de Militaire Willems-Orde.
Pape werd in 1830 in de garde van de koning van Pruisen opgenomen als jonker. Hij doorliep de rangen en werd in 1856 majoor en commandant van het kadettenhuis. In 1860 werd hij bataljonscommandant.
Op 17 september 1866 verleende koning Wilhelm I van Pruisen hem de Orde Pour le Mérite.
In 1870, tijdens de Frans-Duitse Oorlog, leidde generaal-majoor Von Pape zijn 2e garderegiment te voet in de slag bij Gravelotte. De Fransen spreken van de slag bij St.-Privat-la-Montagne. Onder zijn aanvoering bestormden de Pruisen de Franse linies. Ook bij Sedan en de belegering van Parijs wist Von Pape zich te onderscheiden. Zijn nu tot keizer uitgeroepen koning verleende hem op 22 maart 1872 het eikenloof bij zijn Orde Pour le Mérite.
In 1880 werd Pape generaal der Infanterie. Hij voerde het 5e en 3e legerkorps aan en werd uiteindelijk bevelhebber van de Koninklijke garde in Berlijn. In september 1888 benoemde keizer Wilhelm II van Duitsland, koning van Pruisen, hem tot generaal-majoor en titulair veldmaarschalk. Von Pape kreeg nu de taak om als gouverneur van Berlijn, opperbevelhebber in de Mark Brandenburg en lid van de Commissie voor de Verdediging, de "Landesverteidigungskommission" de Duitse strijdkrachten te besturen.
In januari 1895 werd Von Pape gepensioneerd. Hij stierf op 7 mei van dat jaar en werd door keizer Wilhelm II herdacht als een "voorbeeld van de oud-Pruisische soldaat".

## Militaire loopbaan
- Junker: 17 april 1830[2]
- Second-Lieutenant: 15 juni 1831[2]
- Premier-Leutnant:
- Hauptmann: 1850[2]
- Major: 12 november 1856[2]
- Oberstleutnant:
- Oberst:
- Generalmajor: 31 december 1866
- Generalleutnant: 22 maart 1872
- General der Infanterie: 3 februari 1880
- Generaloberst: 19 september 1888[1][2]
- Generalfeldmarschall[2]

## Onderscheidingen
- Pour le Mérite op 17 september 1866[1][3][2]
  - Eikenloof op 22 maart 1872[1]
- Commandeur in de Militaire Willems-Orde op 26 augustus 1878[4]